# Iso Palijärvi
Iso Palijärvi eller Paalijärvet är sjöar i Finland. De ligger i kommunen Eura i landskapet Satakunta, i den sydvästra delen av landet, 170 km nordväst om huvudstaden Helsingfors. Iso Palijärvi ligger 60 meter över havet. Arean är 18,1 hektar och strandlinjen är 1,85 kilometer lång. Sjön  ingår i Lapinjokis huvudavrinningsområde.   I omgivningarna runt Iso Palijärvi växer i huvudsak blandskog.